# Rana de la fortuna
Rana de la fortuna es una escultura urbana del artista toledano Eladio de Mora, conocido como dEmo. La Rana de la fortuna está en el paseo de Recoletos, 37, junto a la puerta del Casino Gran Madrid y del Museo de Cera, y enfrente de la plaza de Colón y la Biblioteca Nacional. El autor, conocido por sus osos de gominola gigantes de colores, persigue «arrancar objetos cotidianos de su contexto para darles un nuevo significado».

## Historia
Fue colocada en abril de 2014 como donación del Casino Gran Madrid en agradecimiento a la ciudad de Madrid por permitir que volviera a haber un casino en la ciudad, noventa años después del cierre del último. Se eligió una rana por su simbolismo y relación con la fortuna y el azar en el feng shui.
Fue inaugurada el 3 de abril de 2014 y el acto estuvo apadrinado por la periodista y presentadora de televisión Carme Chaparro y por el actor Paco León, quien hizo de príncipe y besó a la rana.
La pátina de la escultura, que le da ese toque azul verdoso característico del bronce, es obra de Juan Manuel González, experto en pátinas o coloreado de esculturas.

## Descripción

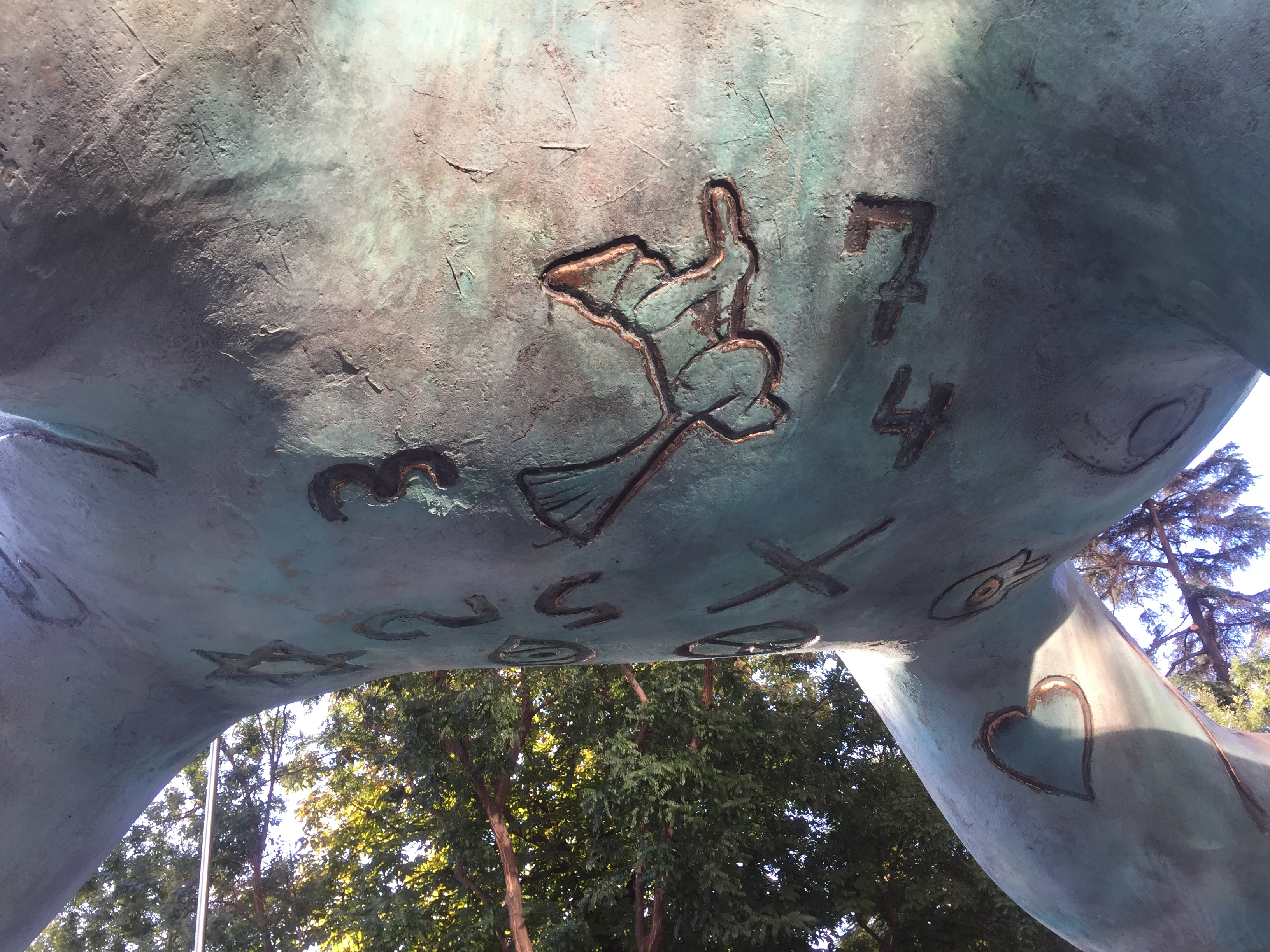
Algunos de los símbolos.

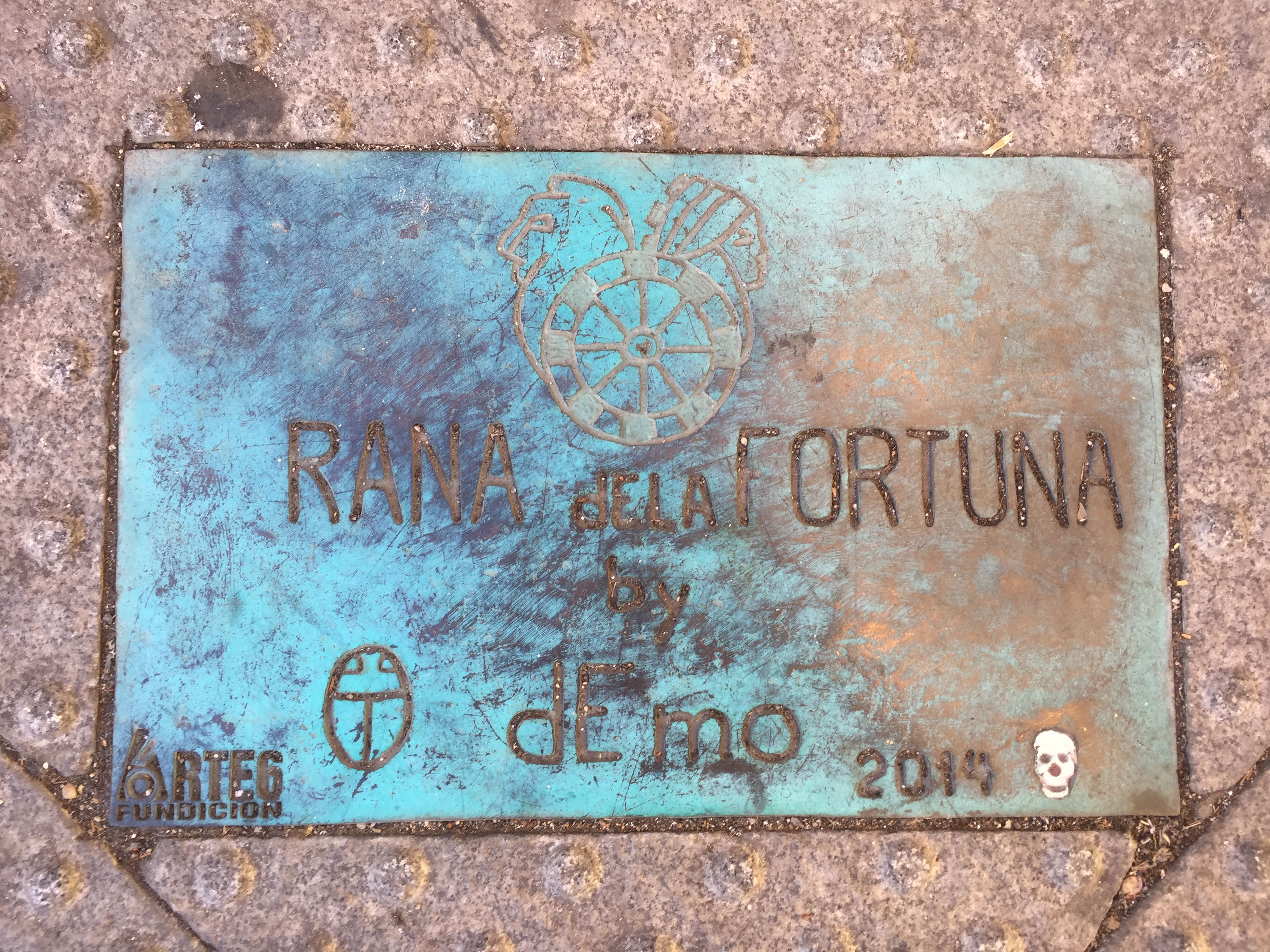
Placa a los pies de la escultura.

La rana gigante es una pieza realizada en bronce de unos 3,5 metros de altura situada en la acera. Las patas son muy largas con un gálibo de 2,20 metros y permiten el paso de los peatones por debajo de la rana. En el enlosado se han incrustado unos focos para iluminar la escultura por la noche. En la panza de la rana hay tatuados 34 símbolos de la suerte de todo el mundo: números (1, 2, 3, 4, 5, 6/9, 7, 8, 13) y figuras representativas como un escarabajo egipcio, un trébol de cuatro hojas, una herradura con siete clavos, un conejo, un delfín, un elefante, un búho, una bruja con escoba, un corazón, una llave, el símbolo del dólar, el del euro y la libra, una estrella, una luna, el símbolo hippy, el yin-yang, un ojo, una X, un hueso de pollo, el om hindú, el símbolo de infinito, una mano abierta con ojo en la palma, un puño con el pulgar levantado y un cuerno rojo italiano.